# Dekar
’’För ytmåttet dekar, se Hektar#Dekar’’
Dekar är en ort (village) i distriktet Ghanzi i västra Botswana.